# Satyra na księży
Satyra na księży (inc. Kapłanie, chcesz polepszyć dusze swej) – polski utwór wierszowany o charakterze satyrycznym nieznanego autorstwa, powstały w XV wieku, zapisany po raz pierwszy w 1414 roku. Zbudowany jest z pięciu wersów.
Tekst tego utworu zamieszczono w kodeksie należącym do klasztoru benedyktynów w Sieciechowie. Przypuszcza się, że jego autorem jest mnich, który umieścił tekst pod łacińskim traktatem teologicznym Super Canonem. Na początku XIX wieku kodeks był własnością Biblioteki Uniwersytetu Warszawskiego. Pierwszej transliteracji wiersza dokonał Joachim Lelewel (Bibliograficznych ksiąg dwoje, T.II, 1826 rok), natomiast autorem pierwszej transkrypcji jest Aleksander Brückner (1903 rok).
Satyra porusza temat rosnącego pijaństwa księży, które doprowadziło w tamtym czasie do obniżenia rangi kapłaństwa. Badacze zwracają uwagę, że data powstania utworu zbiegła się z wystąpieniami Jana Husa w Czechach, który m.in. potępiał brak moralności księży.